# Botswana International 2014
Die Botswana International 2014 im Badminton fanden vom 11. bis zum 14. Dezember 2014 im Lobatse Stadium in Lobatse statt.

## Sieger und Platzierte
| Disziplin    | Gold                           | Silber                         | Bronze                                 |
| ------------ | ------------------------------ | ------------------------------ | -------------------------------------- |
| Herreneinzel | Luka Wraber                    | Alen Roj                       | Blagovest Kisyov                       |
| Herreneinzel | Luka Wraber                    | Alen Roj                       | Milan Ludík                            |
| Dameneinzel  | Grace Gabriel                  | Hadia Hosny                    | Elme de Villiers                       |
| Dameneinzel  | Grace Gabriel                  | Hadia Hosny                    | Shamim Bangi                           |
| Herrendoppel | Andries Malan Willem Viljoen   | Alen Roj Luka Wraber           | Deeneshsing Baboolall Christopher Paul |
| Herrendoppel | Andries Malan Willem Viljoen   | Alen Roj Luka Wraber           | Gaone Tawana Orideetse Thela           |
| Damendoppel  | Elme de Villiers Grace Gabriel | Shamim Bangi Ogar Siamupangila | Michelle Butler-Emmett Annari Viljoen  |
| Damendoppel  | Elme de Villiers Grace Gabriel | Shamim Bangi Ogar Siamupangila | Nadine Ashraf Menna Eltanany           |
| Mixed        | Willem Viljoen Annari Viljoen  | Matej Hliničan Shamim Bangi    | Cameron Coetzer Michelle Butler-Emmett |
| Mixed        | Willem Viljoen Annari Viljoen  | Matej Hliničan Shamim Bangi    | Orideetse Thela Botho Makubate         |